# Tolnay Tibor (építőmérnök)
Tolnay Tibor (Budapest, 1951. –) magyar építőmérnök.

## Életpályája
1966–1970 között az Eötvös Lóránd Gépipari Technikum diákja volt.
1970–1972 között az Alumíniumipari Tervező Vállalat szerkesztője volt. 1973–1978 között a Budapesti Műszaki Egyetem Építőmérnöki Karának hallgatója volt. 1978–1992 között a 21. számú Állami Építőipari Vállalat munkahelyi mérnöke, technológusa, betontechnológusi üzemvezetője, fémszerkezet-szerelő üzemvezetője, termelési főmérnöke, majd igazgatója volt.
1981–1983 között a Budapesti Műszaki Egyetemen gazdasági mérnök képesítést szerzett. 1988–1989 között elvégezte az ÉVM Továbbképzőt.
1990–1993 között a Budapesti Közgazdaságtudományi Egyetemen Szakközgazdász Fővállalkozói és vállalkozói szakot végzett. 1992–1994 között a Magyar Építő Rt. vezérigazgatója volt, 1994-től elnök-vezérigazgatója.

## Egyéb tisztségek
- Igazgatóság elnöke - Magyar Építő Rt.
- Ügyvezető igazgató - Érték Kft.
- Felügyelő Bizottság elnök - OTP Bank Rt.
- Felügyelő Bizottság tag - Resonátor Kft.
- Igazgatóság tag - Reálszisztéma Kft.
- Felügyelő Bizottság tag - VIV Rt.

## Szakmai szövetségi tagságok
- Elnökségi tag - Budapesti Kereskedelmi és Iparkamara
- II. Építőipari osztály elnök - Budapesti Kereskedelmi és Iparkamara
- Elnök - Építési Vállalkozók Országos Szövetsége
- Kuratóriumi tag - Az építés fejlesztéséért Alapítvány
- Társelnök - Vállalkozók Országos Szövetsége
- Elnökségi tag - Magyar Gyáriparosok Országos Szövetsége

## Díjai
- Pro Sanitae-emlékplakett (1993)
- Eötvös Loránd-díj (1996)
- A Magyar Köztársasági Érdemrend kiskeresztje (1997)
- Lechner Ödön-díj (1999)
- Miniszteri Elismerő Oklevél (2001)
- A Magyar Érdemrend tisztikeresztje (2006)